# Bloody Tourists
Bloody Tourist is het zesde studioalbum van 10cc. Het album liet alweer een personeelswisseling zien. Tony O’Malley die in 10cc speelde tijdens de concertreeks na Deceptive Bends is vervangen door Duncan Mackay, een toen al gerespecteerd toetsinstrumentenspecialist. Van het album werden vier singles afgehaald, waarvan er drie nauwelijks iets deden en de ander een wereldsucces werd.
Het album is opgenomen in de nieuwe studio van de heren Strawberry Studio in Dorking, dat ook wordt genoemd in het nummer From Rochdale to Ocho Rios. Het album dankt zijn naam aan het feit dat de bandleden alleen een toerist konden zijn als ze daadwerkelijk op vakantie gingen (en niet als ze tourden).

## Musici
Grove indeling; de instrumenten werden per nummer vermeld:
- Eric Stewart – zang, gitaar, piano, elektrische piano
- Graham Gouldman – zang, basgitaar, gitaar
- Rick Fenn – zang, gitaar, toetsinstrumenten, saxofoon
- Duncan Mackay – toetsinstrument, viool
- Stuart Tosh – zang, slagwerk, percussie
- Paul Burgess – slagwerk, percussie
- Kate Spath – cello (zuster van geluidstechnicus Tony Spath).

## Tracklist
| Nr. | Titel                                       | Duur |
| --- | ------------------------------------------- | ---- |
| 1.  | Dreadlock Holiday (Gouldman, Stewart)       | 4:31 |
| 2.  | For You and I (Gouldman, Stewart)           | 5:35 |
| 3.  | Take These Chains (Gouldman, Stewart)       | 2:36 |
| 4.  | Shock on the Tube (Stewart)                 | 3:48 |
| 5.  | Last Night (Gouldman, Fenn)                 | 3:20 |
| 6.  | The Anonymous Alcoholic (Gouldman, Stewart) | 5:51 |

| Nr. | Titel                                                                                               | Duur |
| --- | --------------------------------------------------------------------------------------------------- | ---- |
| 7.  | Reds in My Bed (Stewart, Tosh (Tosh zingt))                                                         | 4:08 |
| 8.  | Life Line (Gouldman)                                                                                | 3:30 |
| 9.  | Tokyo (Stewart)                                                                                     | 4:33 |
| 10. | Old Mister Time (Mackay, Stewart)                                                                   | 4:36 |
| 11. | From Rochdale to Ocho Rios (Gouldman)                                                               | 3:48 |
| 12. | Everything You’ve Wanted to Know about!!!(Exclamation Marks) (Stewart (over bezoek aan prostituee)) | 4:31 |

## Albumlijsten
Het album haalde plaats 3 in de Engelse albumlijsten; in de Verenigde Staten bleef het steken op nummer 63. Ook in Zweden (nr. 3), Noorwegen (nr. 4) en Nieuw-Zeeland (nr. 2) verkocht het album goed. In Nederland stond het twee weken op nummer 1.

## Hitnotering

### NederlandseAlbum Top 100
| Hitnotering: 16-09-1978 t/m 03-03-1979 | Hitnotering: 16-09-1978 t/m 03-03-1979 | Hitnotering: 16-09-1978 t/m 03-03-1979 | Hitnotering: 16-09-1978 t/m 03-03-1979 | Hitnotering: 16-09-1978 t/m 03-03-1979 | Hitnotering: 16-09-1978 t/m 03-03-1979 | Hitnotering: 16-09-1978 t/m 03-03-1979 | Hitnotering: 16-09-1978 t/m 03-03-1979 | Hitnotering: 16-09-1978 t/m 03-03-1979 | Hitnotering: 16-09-1978 t/m 03-03-1979 | Hitnotering: 16-09-1978 t/m 03-03-1979 | Hitnotering: 16-09-1978 t/m 03-03-1979 | Hitnotering: 16-09-1978 t/m 03-03-1979 | Hitnotering: 16-09-1978 t/m 03-03-1979 | Hitnotering: 16-09-1978 t/m 03-03-1979 | Hitnotering: 16-09-1978 t/m 03-03-1979 | Hitnotering: 16-09-1978 t/m 03-03-1979 | Hitnotering: 16-09-1978 t/m 03-03-1979 | Hitnotering: 16-09-1978 t/m 03-03-1979 | Hitnotering: 16-09-1978 t/m 03-03-1979 | Hitnotering: 16-09-1978 t/m 03-03-1979 | Hitnotering: 16-09-1978 t/m 03-03-1979 | Hitnotering: 16-09-1978 t/m 03-03-1979 | Hitnotering: 16-09-1978 t/m 03-03-1979 | Hitnotering: 16-09-1978 t/m 03-03-1979 | Hitnotering: 16-09-1978 t/m 03-03-1979 |
| Week                                   | 01                                     | 02                                     | 03                                     | 04                                     | 05                                     | 06                                     | 07                                     | 08                                     | 09                                     | 10                                     | 11                                     | 12                                     | 13                                     | 14                                     | 15                                     | 16                                     | 17                                     | 18                                     | 19                                     | 20                                     | 21                                     | 22                                     | 23                                     | 24                                     |                                        |
| -------------------------------------- | -------------------------------------- | -------------------------------------- | -------------------------------------- | -------------------------------------- | -------------------------------------- | -------------------------------------- | -------------------------------------- | -------------------------------------- | -------------------------------------- | -------------------------------------- | -------------------------------------- | -------------------------------------- | -------------------------------------- | -------------------------------------- | -------------------------------------- | -------------------------------------- | -------------------------------------- | -------------------------------------- | -------------------------------------- | -------------------------------------- | -------------------------------------- | -------------------------------------- | -------------------------------------- | -------------------------------------- | -------------------------------------- |
| Nummer                                 | 39                                     | 26                                     | 22                                     | 15                                     | 13                                     | 6                                      | 6                                      | 5                                      | 2                                      | 2                                      | 1                                      | 1                                      | 2                                      | 2                                      | 2                                      | 3                                      | 4                                      | 5                                      | 9                                      | 16                                     | 25                                     | 32                                     | 33                                     | 44                                     | uit                                    |

Graham Gouldman · Eric Stewart · Kevin Godley · Lol Creme

Paul Burgess · Rick Fenn · Stuart Tosh · Duncan Mackay · Tony O'Malley